# Paul Tabinas
Paul Bismarck Tabinas (en japonés: タビナス・ポール・ビスマルク, Shinjuku, Tokio, 5 de junio de 2002) es un futbolista japonés, nacionalizado filipino, que juega en la demarcación de lateral derecho para el HNK Vukovar 1991 de la Segunda Liga de Croacia.

## Trayectoria
Después de graduarse del FC Waseda y el FC Tripletta, pasó a la escuela secundaria Aomori Yamada. Como estudiante de tercer año, participó en el 99.º Campeonato de fútbol de escuelas secundarias de todo Japón, donde el equipo terminó como subcampeón, pero fue seleccionado como uno de los jugadores destacados. En 2021, se unió a Iwate Grulla Morioka.
El 29 de octubre de 2022, el conductor fue investigado por la policía por violar la Ley de Tráfico Vial (conducir bajo los efectos del alcohol), y su contrato fue rescindido el 31 de octubre. Su pasajero, Tomoki Kagami, también recibió una severa advertencia.
Después de que su contrato con Morioka fuera rescindido, no pudo renovar su visa, por lo que salió de Japón y entró en Filipinas. Después de unos ocho meses sin club, se unió al HNK Vukovar 1991 de la Prva NL y regresó a la cancha el 2 de septiembre de 2023, en la cuarta ronda de la Prva NL contra el HNK Cibalia Vinkovci. En la siguiente quinta ronda contra el NK Sesvete, registró su primera asistencia, que se convirtió en el gol de la victoria. Desde entonces, se ha establecido como un lateral derecho regular. El 7 de octubre de 2024, extendió su contrato con Vukovar hasta el verano de 2026. En la temporada 2024-25, contribuyó al campeonato de liga del club y al ascenso a la 2. HNL.

## Selección nacional
Como sus progenitores son de padre ghanés y madre filipina, Tabinas es elegible para representar a Ghana o Filipinas a escala internacional. A pesar de haber nacido en Japón, no es elegible para representar al equipo internacional japonés debido a la regla local japonesa.

### Filipinas
En diciembre de 2022, debutó con Filipinas en un amistoso contra Vietnam (1-0).

## Vida personal
Es el hermano menor del también futbolista profesional Jefferson Tabinas.

## Clubes
| Club                 | País    | Año           | Partidos | Goles |
| -------------------- | ------- | ------------- | -------- | ----- |
| Iwate Grulla Morioka | Japón   | 2021-2022     | 41       | 2     |
| HNK Vukovar 1991     | Croacia | 2023-presente | 50       | 2     |